# DeKalb County (Illinois)
DeKalb County is een county in de Amerikaanse staat Illinois.
De county heeft een landoppervlakte van 1.642 km² en telt 88.969 inwoners (volkstelling 2000). De hoofdplaats is Sycamore.

## Bevolkingsontwikkeling

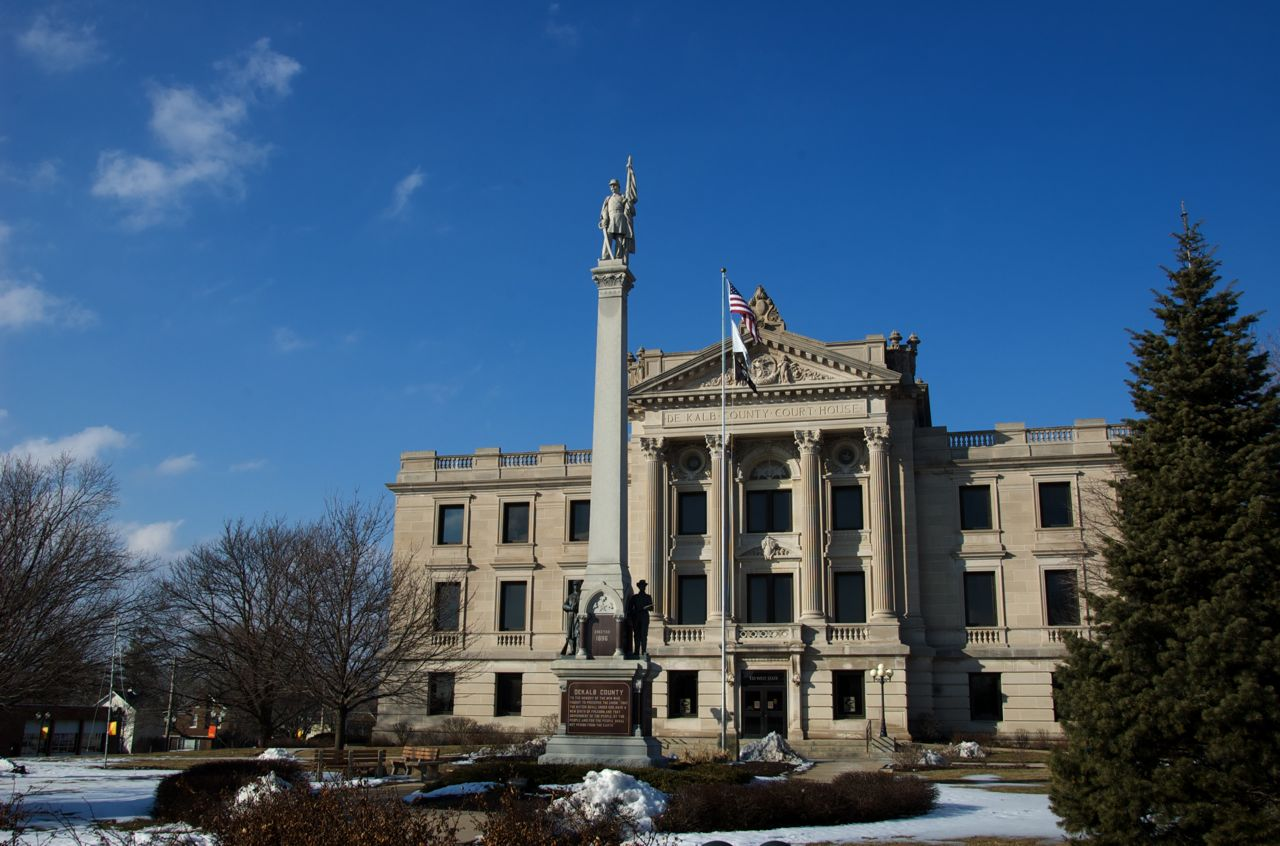
DeKalb County Courthouse